# 二見興玉神社
二見興玉神社（ふたみおきたまじんじゃ）は、三重県伊勢市二見町江にある神社である。旧社格は村社で、現在は神社本庁の別表神社。境内の磯合にある夫婦岩（めおといわ）で知られる。
興玉大神（猿田彦大神）と宇迦御魂大神（ここでは神宮外宮の豊受大神の別名とされる）を祭神とする。

## 概要
夫婦岩の沖合約700メートルの海中に沈む、祭神・猿田彦大神縁の興玉神石を拝する神社である。
猿田彦大神が天孫降臨の際に高天原と豊葦原中津国の間の道案内を務めたことから、「道開き（導き）の神」といわれている。
社伝によれば、
この神の神使は蛙で、神社参拝の後に神徳を受けた人々が神社の境内に蛙の塑像を献納するため、境内には無数の蛙像が並んでいる。これは「蛙」の「カエル」に「無事に帰る」「貸した物が還る」「お金が返る」の「カエル」を掛けた 験担ぎである。
また、境内社の龍宮社の神使は龍神である。神道扶桑教では龍宮社の大神を外八海の神の一柱として古来より崇め祀られている。
三重県では2番目に参拝者の多い神社であり、2013年（平成25年）には265万7590人が参拝している。
日本全国にある、興玉神、又は興玉神社の総本宮である。 

## 御神徳
起魂・招魂、魂、身を清め導き甦らせる。
土地の邪悪を鎮定し守護し土地の災厄を祓い清め道を開く。
興玉大神の御縁深い興玉神石の鳥居である夫婦岩は、夫婦円満、縁結で有名で日本全国から結婚式の依頼があるという。
物事の初めの御神意もあり、二見浦海水浴場は明治15年に日本で初めて開設された公設海水浴場。
｢日本の渚100選｣にも選ばれている。
又、二見町の｢おひなさまめぐりin二見｣は日本初のお雛様巡りを発案し、日本全国のお雛様巡りの元となっている。 

## 祭神
御本殿:興玉大神（猿田彦大神）
相殿:宇迦御魂大神（ここでは神宮外宮の豊受大神の別名とされる）祭神とする。
龍宮社:綿津見大神

## 夫婦岩

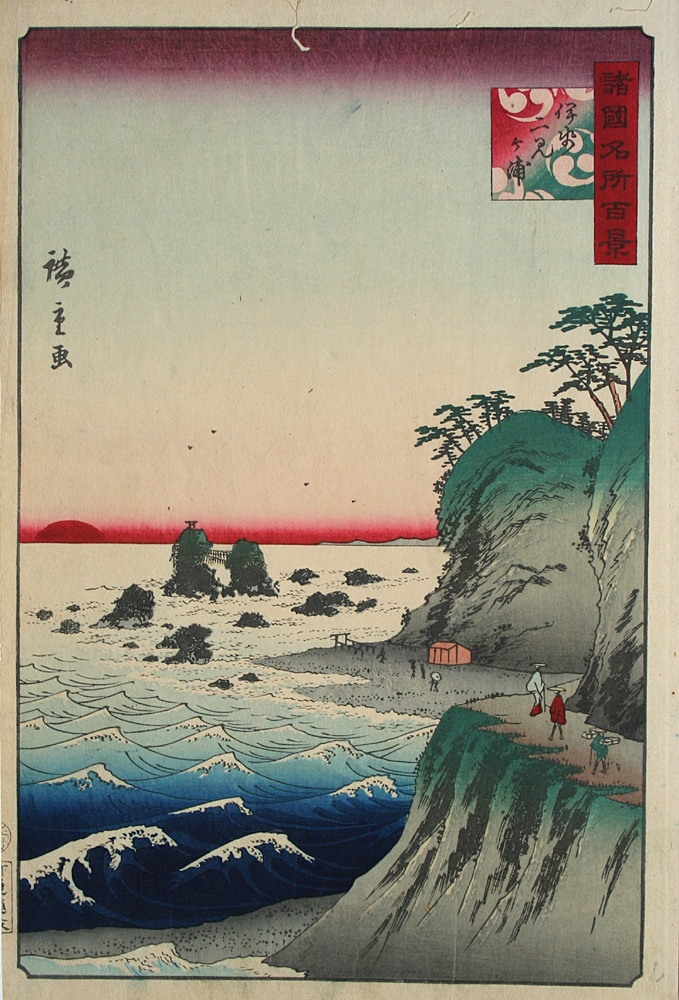
『諸国名所百景』伊勢二見ヶ浦（歌川広重）

夫婦岩（めおといわ）は日の大神（天照大神）と興玉神石を拝むための鳥居の役目を果たしている。古来、男岩は立石、女岩は根尻岩と呼ばれていたが、いつの頃からか、夫婦岩と呼ばれるようになった。この名称がついた時期は定かではないが、江戸時代中期の『伊勢参宮名所図会』に大注連縄を張った夫婦岩の絵が載せられている。
1880年（明治13年）に刊行された「君が代」の譜面表紙には、クルト・ネットーが描いた夫婦岩が題材となった。

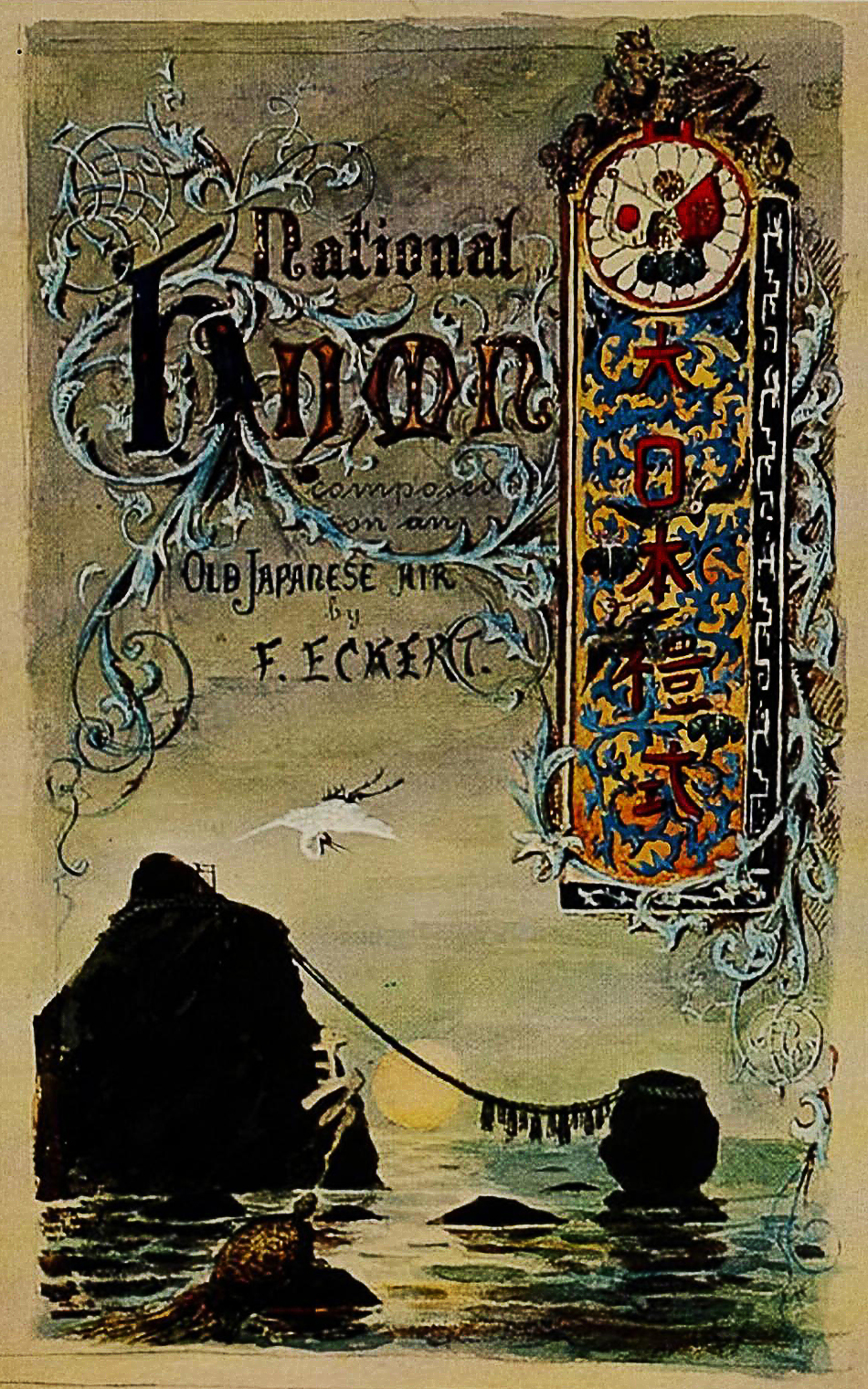
"Japanese National hymn（日本の礼式曲）"譜面の表紙
----
伊勢の夫婦岩をデザイン。作曲者としてエッケルトの名がみえる。クルト・ネットー作（1880年）

根尻岩は1918年（大正7年）の台風によって根本より折れ、1921年（大正10年）に菅組が修理をしている。その際、設置角度が変わったため、現在は片理の方向が立石とは異なっている。
夫婦岩の間から太陽が昇る写真が、初日の出のイメージとしてカレンダー等で使用されることがあるが、冬季は方角的に夫婦岩の間から太陽が昇る光景を見ることはできないことから、これは夏季に撮影した写真を使用したものである。夏至の前後約4か月間は、夫婦岩の間から御来光が拝め、特に夏至の前後2週間ほどは、方位角約61度距離およそ200kmの彼方にある富士山山頂付近からの御来光となることから、梅雨の最中にもかかわらず、近隣の二見浦旅館街の宿泊客やカメラマンが多数訪れる。また冬至の頃には夫婦岩の間より昇る月を見ることもでき、満月の日には大勢のカメラマン・参拝者が訪れる。

## ギャラリー

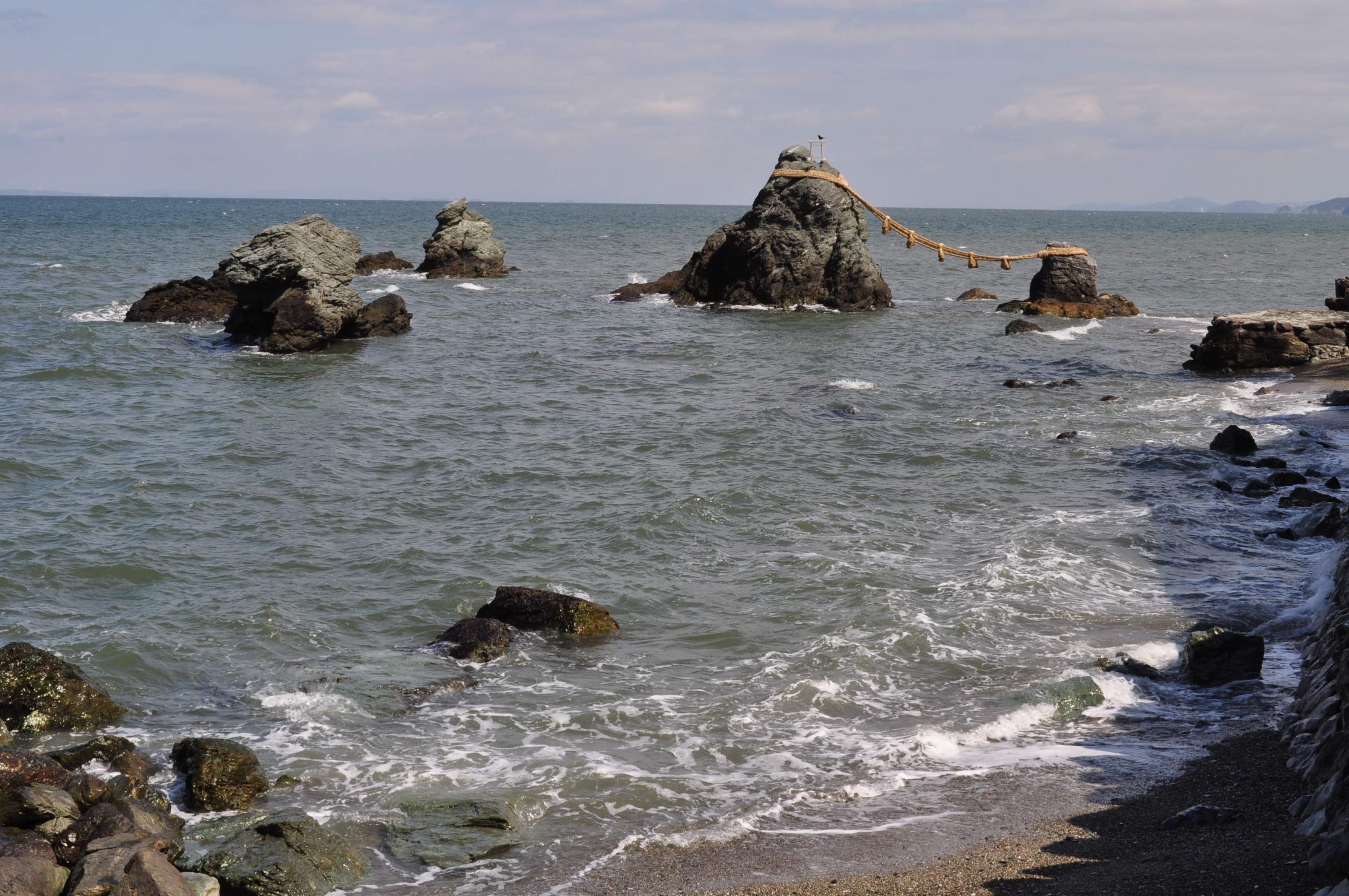
左から獅子岩・烏帽子岩（通称蛙岩）・屏風岩・夫婦岩（2014年（平成26年）3月9日撮影）
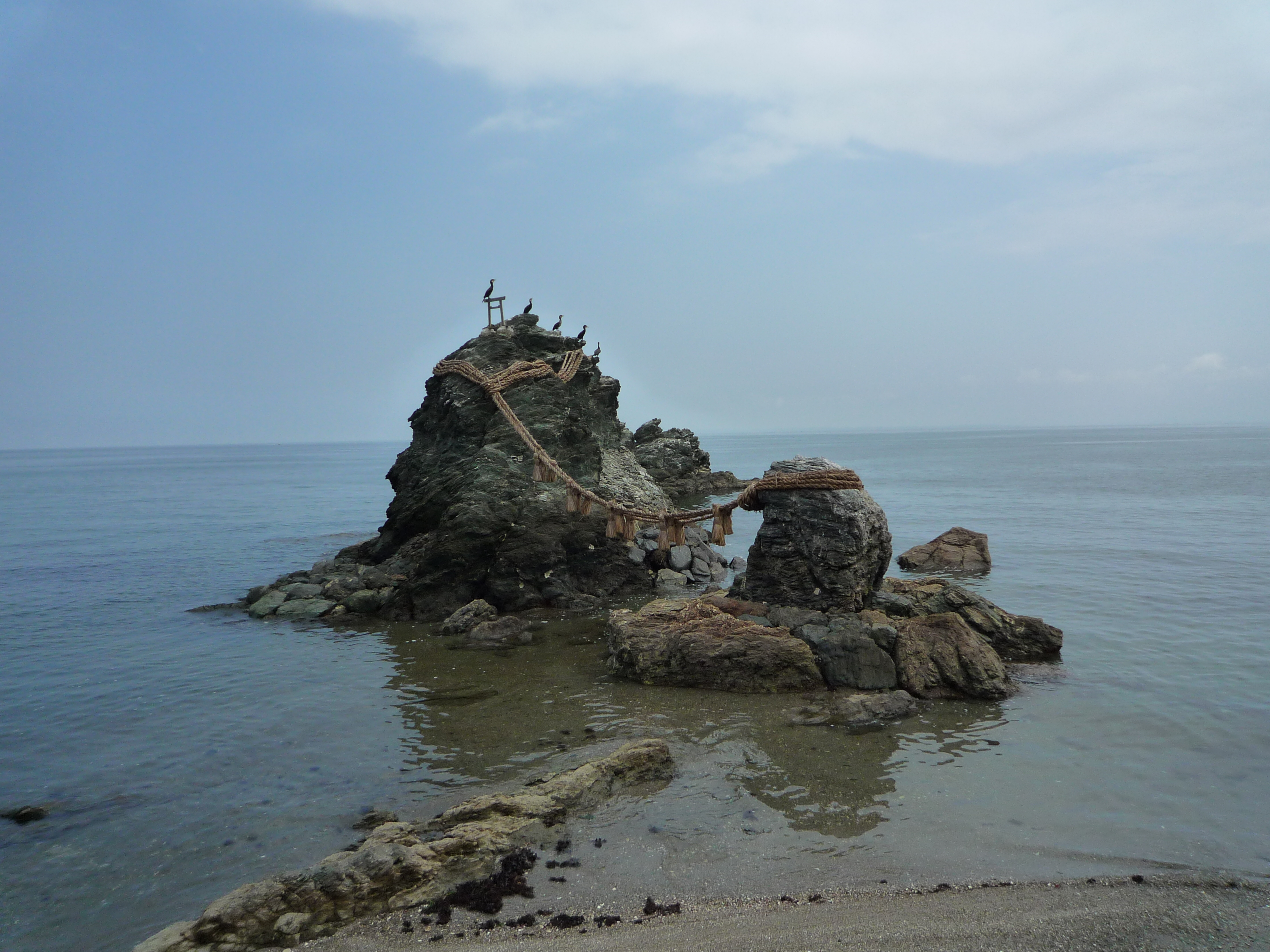
夫婦岩
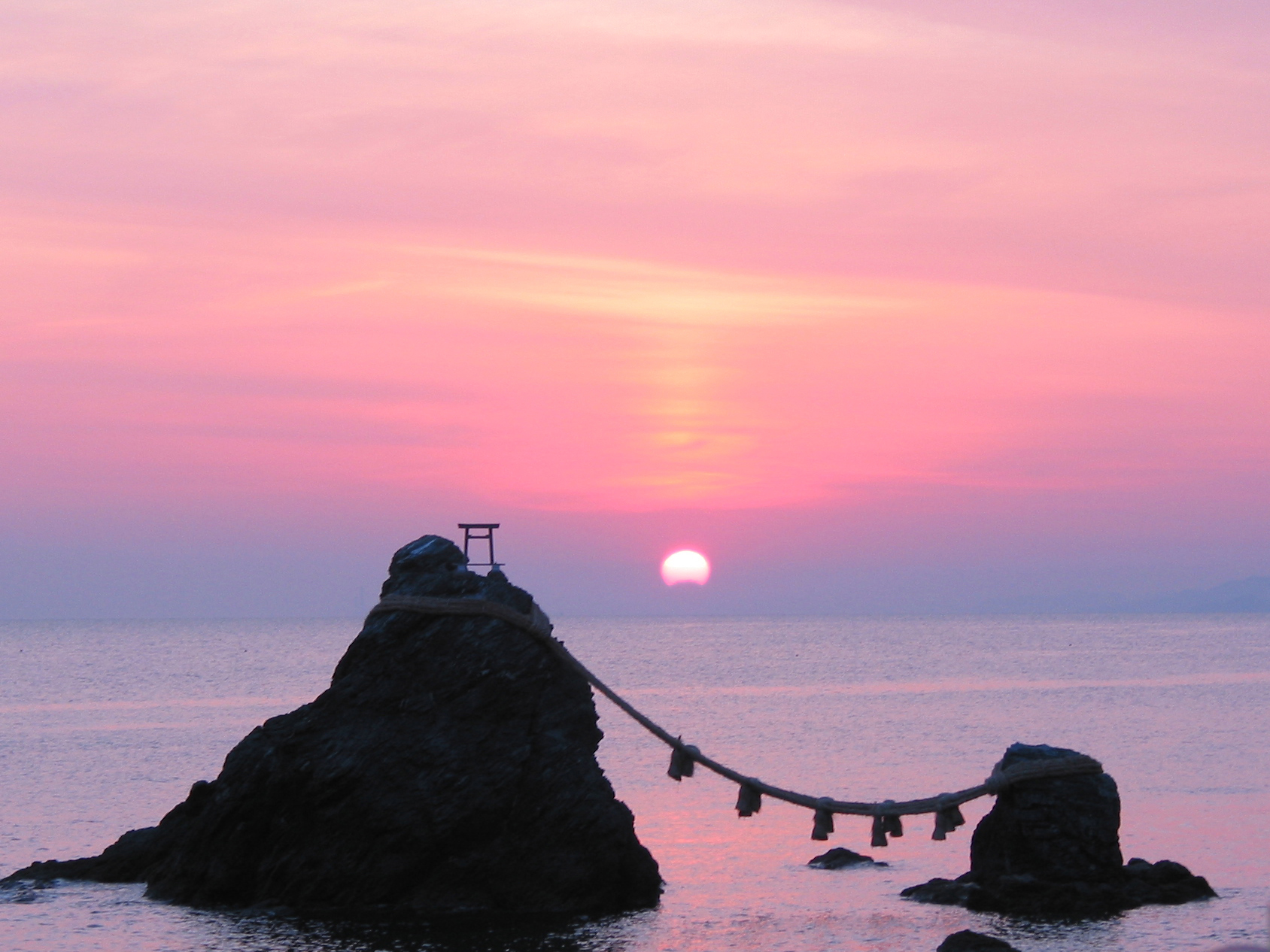
夏至の頃の日の出時のダイヤモンド富士
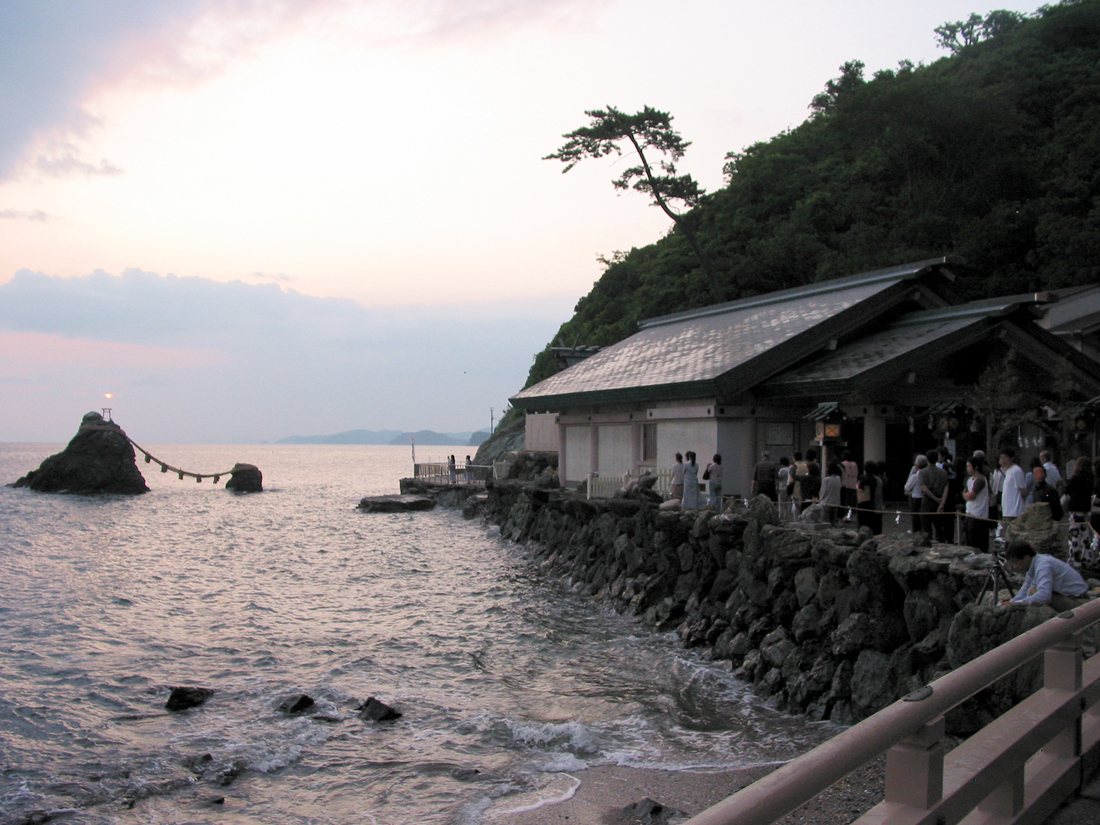
夫婦岩（左）と拝殿（右）
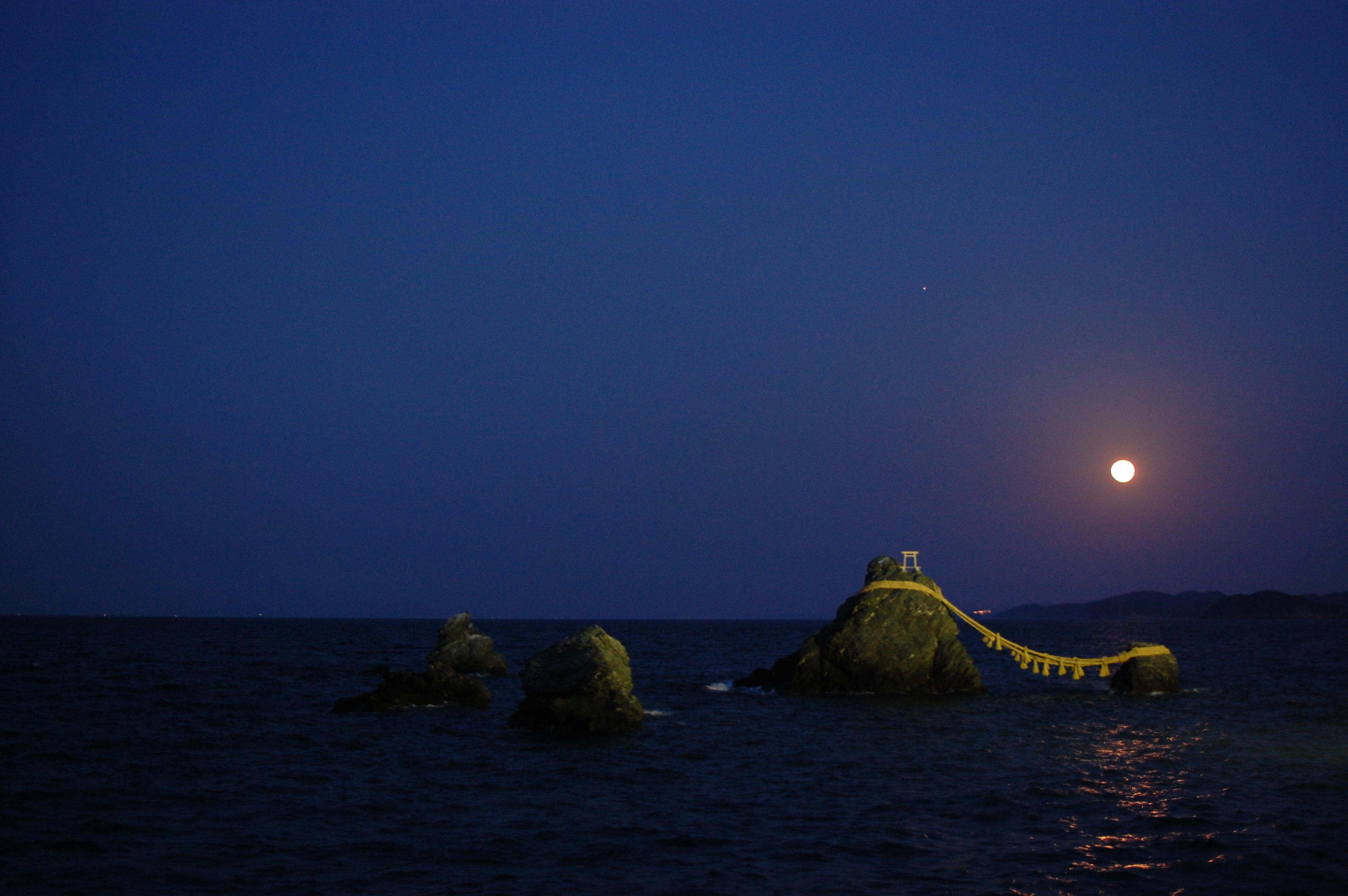
夫婦岩と満月

## 歴史

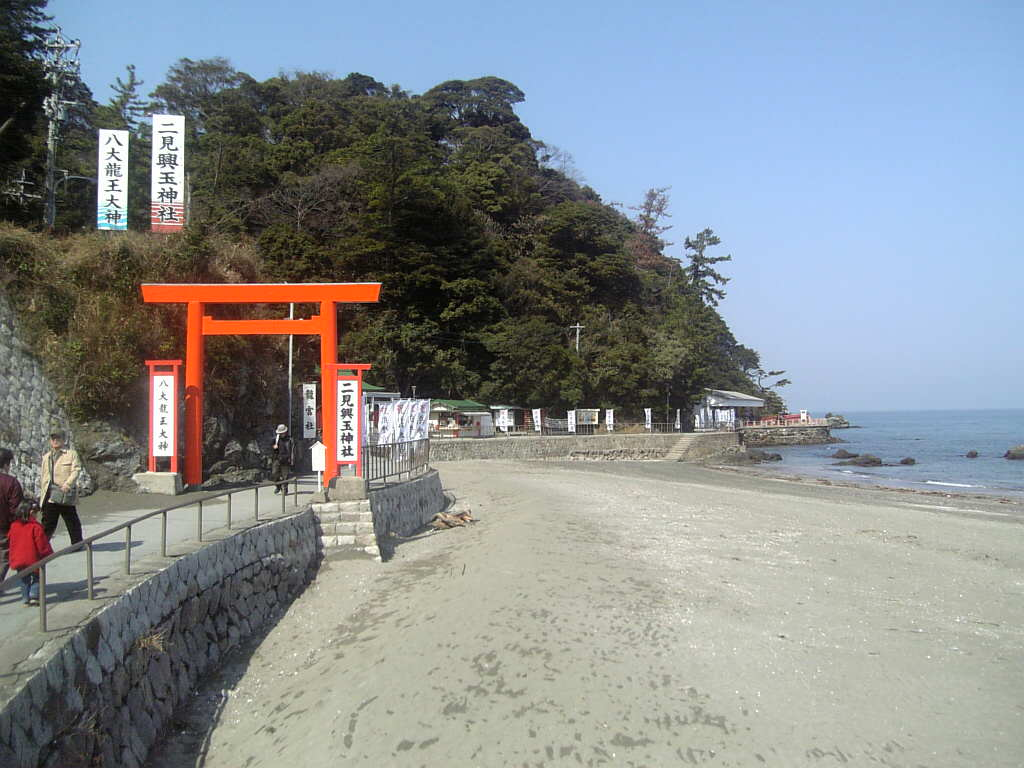
二見興玉神社東の参道

1910年（明治43年）、猿田彦大神を祀る興玉社（おきたましゃ）と宇迦御魂大神を祀る三宮神社（さんぐうじんじゃ）を合祀した際に、現社名に改称した。古い参詣記には三狐（さんぐ）神社などとも記される。
興玉社の歴史は、夫婦岩に注連縄を張り、興玉神石の遙拝所を設けたのに始まるという。雄略天皇の在位時（456年）に、雄略天皇の御世が泰平の御世である事を言祝ぐ舞を臣下の前で舞い霊験を発現したとされる。
その後、天平年間（729年 - 748年）、僧行基が興玉神の本地垂迹として江寺（えでら）を創建し、境内に興玉社を建てて鎮守社とした。後に現在の二見浦へと遷座した。
二見町茶屋区氏神の三宮神社は、元は現社境内の天の岩屋の中に祀られていたが、文禄年間に岩屋の外に移された。
1945年（昭和20年）に二見町江区氏神の栄野神社を飛地境内社として合祀した。
夫婦岩の沖合いの興玉神信仰は古来より伝わっており、社伝によると、
とある。

## 祭祀

### 例祭
7月15日「二見大祭」と呼ばれ、前日の7月14日の宵宮祭では、｢しめなわ曳き｣があり、茶屋清渚連による注連縄奉納が行われる。

### 特殊神事

#### 大注連縄張神事
5月5日、9月5日と12月中・下旬のいずれかの土・日曜日（海況による）の年3回、夫婦岩の大注連縄の張り替え神事が午前10時から行われる。

#### 藻刈神事
５月２１日午前１０時、本殿祭を斎行。本殿祭後、神石祭を斎行する。
興玉神石付近に生える霊草の無垢塩草を刈り取る藻刈神事が行われる。

#### 夏至祭
夏至の日の午前３時３０分から行う。
古くから二見浦は禊浜とも言い、伊勢の神宮参拝を間近に控えた人々はこの浜辺で汐水を浴び、心身を清め、罪穢れを祓うべく、禊祓をした禊場であった。
夏至祭齋行後、夫婦岩の1番近くで入水し、禊ぎ修法を行うお祭りで、夏至祭は日本全国の神社の中で二見興玉神社のみである。

#### 御中施神事
二見興玉神社境内社、龍宮社の例祭。旧暦の5月15日に行う。
寛政4年（1792）5月15日に当社氏子区域である江地区の民家が大水害により流出、全損等の大被害を被り、かろうじで難を逃れた民家はわずか5,6軒という未曽有の大災害に見舞われた中、村人達は助け合い、郷中（村中）施し合い、この水難から立ち直ったとされる。これが字の通り郷中施のおこりとされており、慰霊を兼ねたお祭りである。

#### 湯立神事
- 栄野神社例祭 1月14日午前11時斎行

開催場所：栄野神社
栄野神社は二見興玉神社の飛地境内社として五十鈴川の入り江に鎮座する。
佐見津比古命・大若子命を奉祀、毎年1月14日に例祭を斎行、併せて湯立神事が執り行わる。
御祭神は大若子命。 倭姫命が各地を訪問している途中、この地をについて尋ねられた大若子命が、『速雨の二見國』と答えたという。
例祭に執り行われる湯立神事の斎場には、大釜が据えられ、薪で湯を沸かし、滾る湯の中に『熊笹』（御幣・祓いを表し神の威力が宿ると云われる）を浸し、宮司始め神職により参列者の頭上に湯を降り注ぎ、また舞女による湯立の舞にて祓い清め罪穢を祓い清める神事でもある。
参列者は滾る湯の雫を浴びる事で無病息災の御利益があるという。 

## 境内社

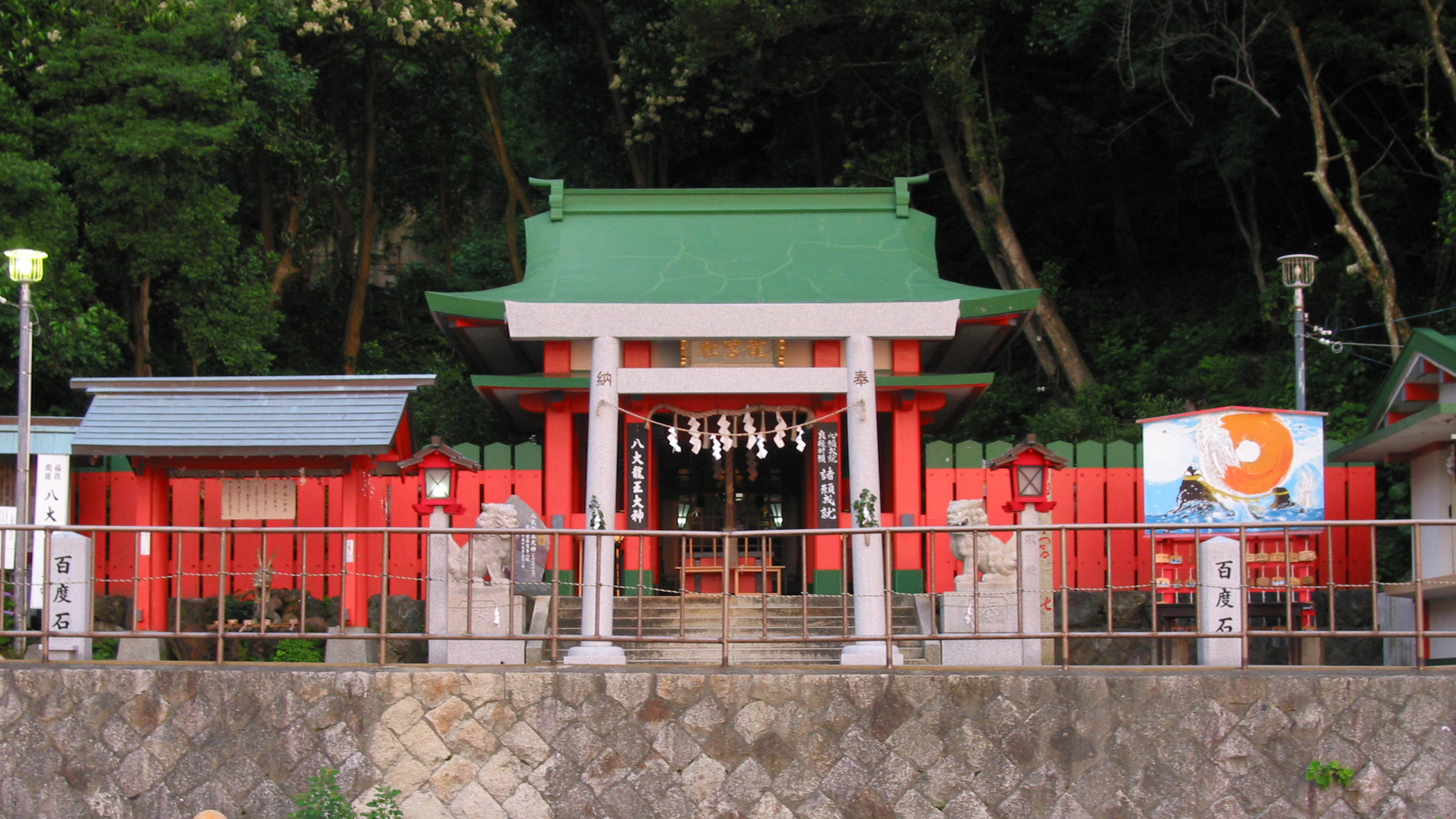
龍宮社

### 龍宮社:綿津見大神.龍神
日本全国から龍神信仰の参拝者がおり、神道扶桑教では日本を護る重要な外八海の神の一柱として崇められている。

### 天の岩屋
古来、宇迦御魂大神を岩窟内に奉祀されていた三宮神社の遺跡。
社伝によれば、皇女倭姫命が二見國に船で入った際、岩窟前に船を停め、あまりの美しさに二度振り返えった事により、二見と言う地域名称となったという。

### 日の神拝所
古来、社殿が無い時から興玉神石を遥拝する為の場所であった。
夫婦岩は興玉神石の鳥居である由縁で尊拝の対象に至った。

### 飛び地境内社

#### 栄野神社
二見町江区氏子地域の氏神であり、佐見津比古命・大若子命を祀る神社。
「倭姫命世記」「豊受大神宮禰宜補任次第」などによると、垂仁天皇即位25年、伊勢内宮鎮座の際、自らの領する櫛田川以東の伊勢国（現・三重県）南部の地（竹田之国）を神宮に納め、その地の支配者として神国造となり、大神宮大神主を兼ねたのが、大若子命である。 

## 浜参宮
古来、伊勢神宮に参拝する前、また、祭典に奉仕する前には、清き渚と称される二見浦で禊（沐浴）を行うのが慣わしであった。現代ではそれに代わるものとして、二見興玉神社で霊草無垢塩草での祓い清めを受ける。この事を浜参宮と言う。これに使う幣は、興玉神石付近で採れる海草（アマモ）である。現在、神宮式年遷宮のお木曳行事やお白石持行事への参加者は浜参宮を行う。
伊勢神宮齋主も古儀の三節祭の折りに、無垢塩草を用いる。
一般の参拝者で、無垢塩草の祈祷が受けられない場合は、授与所で頒布している無垢塩草を持参し、伊勢神宮に参拝するのが古来よりの慣わしとされ、明治時代より皇族も同様の参拝を行っているという。

## 異説
『ホツマツタエ』によると、｢あまてらす かみのみゆきの ふたみかた みしほおあひて みそきなす｣と言う歌があり、天照大神が二見浦で潮を浴びて禊をされていたといも言われている。
又、｢のちのはたれの ひととなる まふつのかかみ みるために ふたみのいわと なつけます｣と言う歌もあり、神世の時代に天照大神と反乱軍が戦った時に、瀬織津姫が、｢目には見えないものを写す鏡」をこの浜の岩に置いてみずからをかえりみる場（岩）を作ったという。
そのことから、ここを「フタミの岩」とよんだとある。
又、後世の人々が惑わされないように、岩の上に大きな見えない鏡を置き、鏡に映した姿を見て自らを返り見、憑き物が落ち正気に戻し、清めれる様にしたとも言われている。
フタミ岩の由来は、表（善）と裏（ハタレが憑いた[悪]の隠れた姿）の二身が顕現し、清める力を持つ鏡（興玉神石）と言われている。 

## 交通アクセス
- JR参宮線 二見浦駅より徒歩で約15分。
- CANばす「夫婦岩東口」バス停下車。